# Суперечка про оціночні судження
У німецькій соціології та економічній теорії суперечка про оціночні судження відноситься до методологічної суперечки щодо питання про те, чи повинні соціальні науки робити нормативно обов’язкові заяви щодо заходів, які мають бути вжиті політиками, чи політичні дії можуть бути науково обґрунтованими. 
У роки перед Першою світовою війною суперечка точилася переважно між членами Асоціації соціальної політики (нім. Vereins für Socialpolitik). Головними опонентами були Макс Вебер, Вернер Зомбарт і Густав Шмоллер. У 1909 році вона помітно сприяла заснуванню Німецького товариства соціології (нім. Deutsche Gesellschaft für Soziologie). 
Дебати між представниками критичної теорії та критичного раціоналізму протягом 1960-х років іноді називають «другою суперечкою про оціночні судження»; більш відому як суперечка про позитивізм.

## Передумови
Суперечка про оціночні судження, особливо в роки перед початком Першої світової війни, стосувалася фундаментальних етичних питань, а отже (також) відносин між наукою і політикою. У вужчому сенсі вона зосереджувалася на сфері соціальної політики. Ставилося питання про те, що об'єктивна наука може зробити для політики, чи може вона встановити загальнообов'язкові цінності, оціночні судження або «повинності».
В Асоціації соціальної політики існували дві протилежні групи. З одного боку, молоді вчені, передусім Макс Вебер і Вернер Зомбарт, вважали, що наука сама по собі не може призвести до жодних оціночних суджень, а тому дослідження завжди має бути суворо відокремлене від оціночних спостережень. Їм опонували «кафедральні соціалісти», для яких наукова діяльність також включала в себе позицію щодо суспільно-політичних проблем, таких як соціальне питання.
Однак дебати з цих питань розпочалися приблизно за 20 років до того. Це задокументовано, наприклад, у статті Луйо Брентано 1896 р.. П'ятнадцять років потому ліберально налаштований автор і член-засновник Асоціації соціальної політики перевидав це есе з новим попереднім зауваженням у «Архіві соціальних наук та соціальної політики» (нім. Archiv für Sozialwissenschaft und Sozialpolitik) під назвою «Про оціночні судження в економіці» (нім. «Ueber Werturteile in der Volkswirtschaftslehre»), після того, як полеміка щодо ціннісних суджень розгорілася з усією запеклістю серед німецькомовних суспільствознавців.

### Кафедральні соціалісти

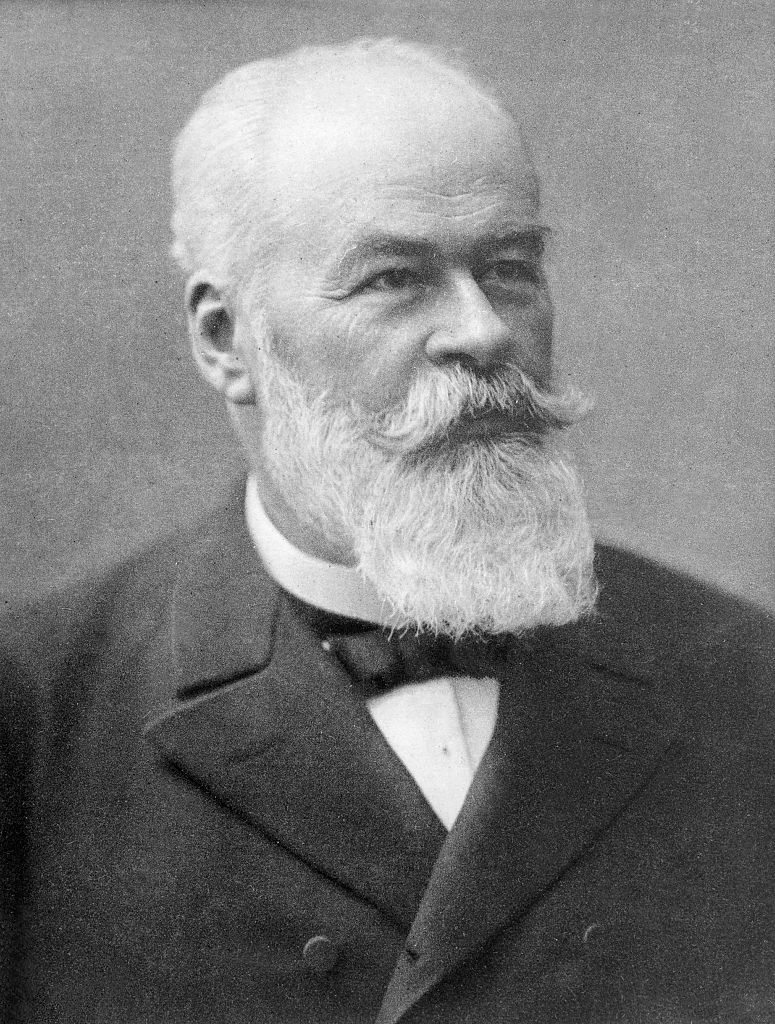
Густав Шмоллер

Термін «кафедральний соціалізм» (нім. Kathedersozialismus) має полемічне походження; він використовувався для опису групи університетських викладачів, які насправді були значною мірою противниками соціалізму.. Густав Шмоллер, наприклад, один з провідних мислителів цього руху, бачив у соціальній політиці, до якої він закликав, єдиний спосіб запобігти революції. На його думку, революція неодмінно виникає через дисбаланс між різними соціальними класами; лише рівновага між групами, залученими до виробничого процесу в державі, може забезпечити соціальну стабільність. Мірилом цієї рівноваги був виключно розподіл власності, причому метою була не рівність — Шмоллер був переконаний у «природній нерівності» (нім. natürlichen Ungleichheit) людей, — а «справедливість». Однак вирішальний засіб досягнення соціальної справедливості та реалізації балансу класів Шмоллер вбачав у комплексній державній соціальній політиці. У «кафедральному соціалізмі» Лінденлауб розрізняє «консервативний» підхід Шмоллера, який передусім переймався зрівнянням класів і в кінцевому підсумку був спрямований на добробут держави, і «ліберальний» підхід, який, навпаки, наголошував на індивідуальних правах і свободі особистості.. Однак і ця група не утримувалася від того, щоб розглядати державу як головного провайдера соціальних заходів.

### Соціальна політика у Німецькій імперії

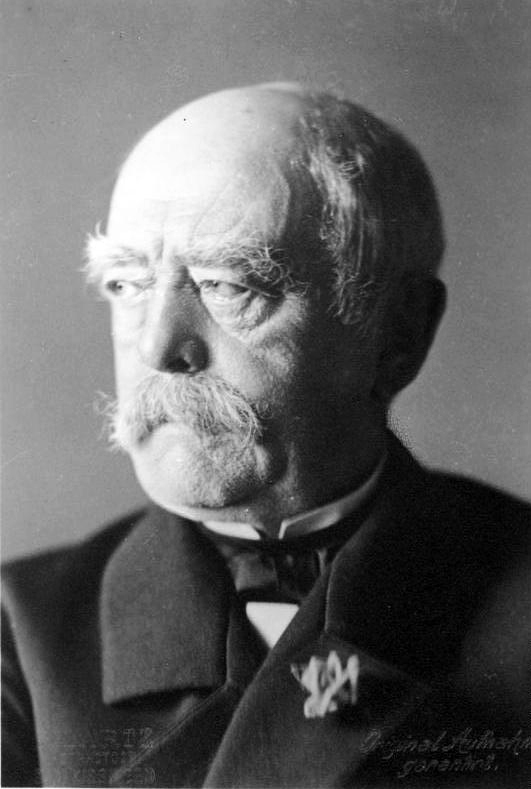
Отто фон Бісмарк

Асоціація соціальної політики (нім. Verein für Socialpolitik), в контексті якого, по суті, і відбулася дискусія щодо оціночних суджень, була заснована у 1873 році «як коло людей [...], які визнали, що суспільство має бути мирно трансформоване за допомогою соціальних реформ, якщо воно хоче уникнути революції». Насправді Бісмарк почав переслідувати цілі соціальної політики з 1878 року і, паралельно з поглядами Асоціації соціальної політики, бачив у ній насамперед інструмент для політики національної інтеграції. Наприклад, він хотів «запровадити в Німеччині державні пенсійні фонди для робітників, запроваджені Наполеоном ІІІ у Франції, і таким чином сформувати серед робітників консервативне ставлення до пенсіонерів. Чи міг би робітник, забезпечений таким чином, виступити проти свого благодійника?" Німецьки історик Ганс-Ульріх Велер, який назвав главу на цю тему «Соціальне страхування замість соціальної реформи», стверджує, що соціальна політика Бісмарка була спрямована на те, щоб запобігти соціальній реорганізації.
Після закінчення правління Бісмарка в 1890 році соціальна політика була продовжена його наступниками з помітними наслідками, і «на зміну фундаментальній недовірі між державою і працею вперше прийшла нова форма партнерства». Як і раніше, соціальна політика була «елементом німецького державного мислення», можливо — тут оцінки різняться — вже не так виключно, як раніше, але, безумовно, значною мірою все ще з огляду на переважну зацікавленість в ослабленні робітничого руху. Після 1890 року, як видно з розвитку соціал-демократії, вона, очевидно, досягла цієї мети краще, ніж раніше.

## Оціночні судження в науці
Коли у 1909 році розпочалася власне суперечка про оціночні судження, суспільно-політична ситуація в Німеччині значно змінилася порівняно з часом заснування Асоціації соціальної політики. Можливо, що Асоціація певною мірою сприяла цим змінам; справа в тому, що вона прагнула більшою мірою впливати на політику і перешкоджала власній ефективності через часто суперечливі вимоги, які окремі її члени висували до політиків..

### Початкова позиція Шмолера
Макс Вебер і Вернер Зомбарт не були першими, хто закликав науку бути вільною від суджень. Шмоллер вже висловлював цю думку у 1893 році:
Той, хто представляє свободу, або справедливість, або рівність [...] як ізольований вищий принцип, з якого можна дедуктивно вивести правильну дію за допомогою невблаганно суворої логіки, абсолютно неправильно оцінює справжню природу цих етичних постулатів; вони є дороговказами і орієнтирами [...], які в правильній комбінації наказують добру дію, [...], але які не є емпіричними істинами, з яких можна було б зробити подальші силогістичні висновки.

Наука може досягти «неспростовної істини» нім. „unumstößliche Wahrheit“ тим більше, чим більше вона утримується від викладання належного; хоча «кінцевою метою будь-якого знання» є практична мета, належне завжди виникає лише з «контексту цілого».r.

### Есе Вебера про об'єктивність

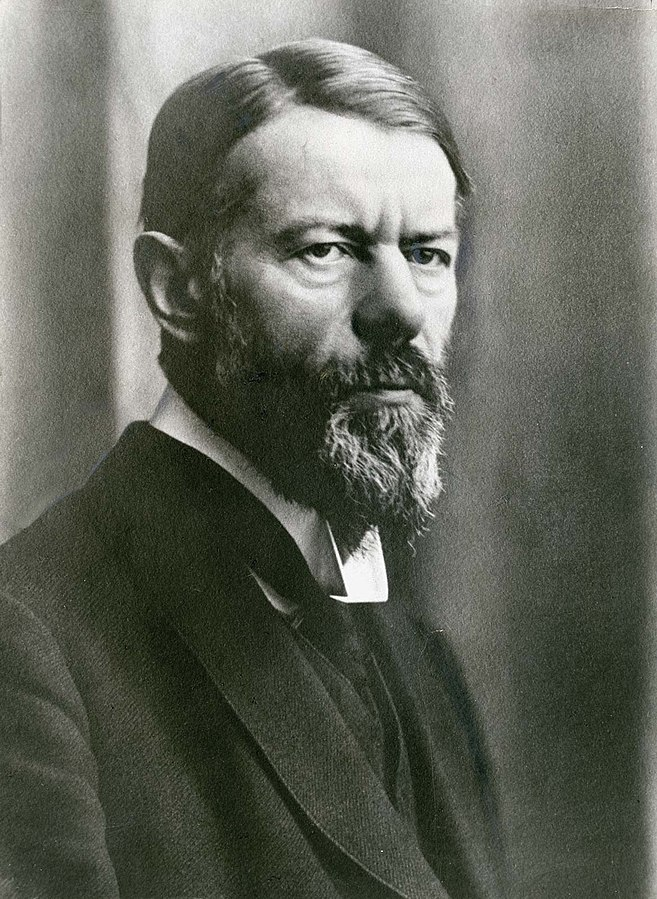
Макс Вебер

Ще в 1904 році Макс Вебер дуже чітко сформулював свою точку зору. Завданням емпіричної науки [...] ніколи не може бути визначення обов'язкових норм та ідеалів, щоб виводити з них приписи для практики." “Створення практичного спільного знаменника для наших [соціальних чи політичних] проблем у вигляді загальнозначущих кінцевих ідеалів [...] було б не тільки практично нерозв'язним як таке, але й абсурдним за своєю суттю.” Але навіть якщо цінності не можуть бути результатом емпіричної науки, вони, тим не менш, доступні для неї як об'єкт дослідження. Отже, соціальна наука знову стає релевантною практиці. Розмежування між «цілями» (тобто цінностями) і «засобами» для досягнення цих цілей є частиною логічного інструментарію емпіричної соціальної науки. Це може:
- оцінювати відповідність засобів для досягнення певної мети;
- оцінити мету в даній історичній ситуації як значущу або безглузду (очевидно, це означає досяжну або недосяжну);
- показати подальші наслідки використаних засобів і таким чином надати матеріал для роздумів (рішення на користь того чи іншого наслідку є, однак, питанням ціннісним і логічно недоступним для емпіричної науки);
- дослідити внутрішню узгодженість цілей;
- простежити дані цілі до таємних «кінцевих» цілей, що лежать в їх основі.[19]

Але цінності також відігравали важливу роль у науці в інших аспектах: навіть вибір об'єкта дослідження ґрунтувався на цінностях — а саме на дослідницькому інтересі, — які дослідник застосовував до свого предмета.. Якщо пізніше позиція Вебера була описана як позиція «вільної від цінностей» науки, особливо під час так званої полеміки з позитивізмом, це ґрунтується на непорозумінні, яке, можливо, підживлювалося занадто однобічною назвою другого есе Вебера (Der Sinn der «Wertfreiheit» і т.д.): Вебер стверджує лише те, що дійсність цінностей не може бути науково доведена; більше того, він бачить, що цінності втручаються в роботу вченого у багатьох аспектах.
За Вебером, логічне розмежування між цілями і засобами зводиться до функціонального, персонального розмежування: експерт, науковець, потрібен для того, щоб знайти засоби, які відповідають меті; рішення про цілі, з іншого боку, є політикою. Він не вважав, що вчений повинен стояти осторонь політики; він сам втручався в політику свого часу. Звичайно, вчений не міг представляти свої політичні цінності як «вчений»; в момент винесення вироку він змінив свою функцію в суспільстві і став «політиком».
Отже, шляхи, якими політика та емпірична наука отримують свої результати та рішення, мають принципово різні структури, на думку Вебера; емпірична наука може, як Вебер, можливо, перефразував би це, досягти успіху в методичному перетворенні висловлювань на інші висловлювання, але не висловлювань на імперативи. Те, що це структурна межа емпіричної науки і що виключення цінностей з науки саме по собі не є питанням цінності, показує термін «шахрайство», використаний у дебатах 1909 року: використання наукових засобів для з'ясування цінностей не просто ґрунтується на іншому розумінні соціальної функції вченого, але є методологічно сумнівним.

### Дискусія 1909 року

#### Вернер Зомбарт та Макс Вебер

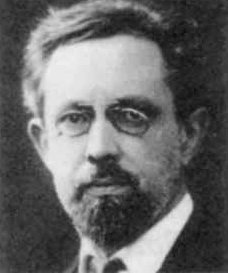
Вернер Зомбарт

Взаємозв'язок між чистою наукою та практичними політичними вимогами, а також довільність пропозицій, що випливають з науки, відіграють важливу роль в усному виступі Зомбарта на дебатах в Асоціації соціальної політики 29 вересня 1909 року, який і спричинив власне дискусію. Приводом для виступу Зомбарта стала доповідь Ойгена фон Філіповича: «Національне господарство як засіб досягнення національного процвітання або, якщо ми назвемо цю здатність продуктивністю, продуктивність національного господарства є справжнім об'єктом нашої науки». Зомбарт заперечив проти цього «повсюдно етично просякнутого» ототожнення продуктивності та незрозумілого національного процвітання: «Чи означає будівництво церкви сприяти процвітанню? Релігійна людина, звичайно, скаже: «Звичайно, це частина цього, [...] а атеїст скаже: «Це ганьба, що будується ще одна церква, витрачати гроші на такі непродуктивні витрати [...] Все це переходить у суб'єктивне судження, а суб'єктивне судження вислизає від об'єктивної детермінації [...]». (Verhandlungen, S. 568) 
На думку Зомбарта, наука може лише визначати, які практичні наслідки можуть мати місце за яких практичних умов, і таким чином досягати незаперечних результатів, але в жодному разі не встановлювати практичні вимоги чи норми. Зведення до «встановлення і об'єктивного доведення того, що щось є» є передумовою для «об'єктивного розуміння всього, що є», і потреба в такому розумінні тим більша, що «зростаюча диференціація особистостей і цінностей» залишає просте встановлення того, що існує об'єктивно, як остаточна точка згоди. Крім того, суб'єктивні судження, на яких мовчазно або підсвідомо ґрунтується наукове дослідження, є причиною того, що вимоги, які зрештою висуваються до практики, часто абсолютно відрізняються у різних вчених; ця очевидна (хоча й науково замаскована) сваволя є причиною того, що наука не тільки втрачає свою «репутацію», але й свій вплив на практику.
У своєму першому виступі в цій дискусії Макс Вебер спершу відповів на виступ Роберта Ліфмана, який безпосередньо передував йому. Ліфман стверджував, що повністю погоджується із зауваженнями Зомбарта щодо оціночних суджень[1], але потім використав терміни «процвітання» та «продуктивність» таким чином, що Вебер звинуватив його в тому, що він базує свою аргументацію виключно на бізнес-інтересах. Далі Вебер послався на деякі тези зі свого есе 1904 року про об'єктивність (на які Зомбарт також неявно посилався). Потім Вебер говорив про поняття продуктивності з точки зору суб'єктивних суджень, які воно містить, і рекомендував «жбурнути його в Орка».

#### Рудольф Гольдшайд
Зомбарт і Вебер зіткнулися з найбільш рішучим протиріччям у дебатах з Рудольфом Гольдшайдом. Гольдшайд, як і Зомбарт та Вебер, наполягав на суворому розмежуванні безоціночності та ціннісних суджень, але оголошував «нормативну економіку» розумною та необхідною. Насправді, економіка, вільна від цінностей, взагалі неможлива, і перш ніж те, що повинно бути, прокрадеться назад «через чорний хід», людина повинна ознайомитися з ціннісними вимогами, якими вона керується як орієнтир. Не зовсім зрозуміло, в якій формі Гольдшайд бачив цінності, що стають актуальними для науки; на його думку, вони, очевидно, є не лише передумовами, але й результатами досліджень, як видно з формулювань «нормативна економіка» та «ми можемо досягти диференційованих ідеалів лише тоді, коли [...]». Крім того, Гольдшайд пояснював, що вибір наукових тем вже ґрунтується на цінностях, тобто, що «загальні ціннісні передумови» необхідні для того, щоб опанувати «нескінченність проблем».
У своєму другому виступі, який завершив дебати, Макс Вебер зазначив, що він відстоював останню позицію протягом певного часу, але відкинув інші твердження Гольдшайда щодо проблеми цінностей, не виходячи, однак, за межі того, що вже було сказано.
Суперечка про оціночні судження спричинила велику кількість публікацій у наступні роки. Серед інших, нею також займався комітет Асоціації соціальної політики, який мав завдання обговорювати вибір проблем, що виносяться на розгляд Генеральної Асамблеї. Протоколів засідань не збереглося, але письмові заяви були опубліковані у вигляді рукопису в 1913 році. Цей рукопис містить оригінальну версію есе Макса Вебера 1918 року про ціннісну свободу (с. 83-120), яке було перевидано в 1996 році.

### Відповідь кафедрального соціаліста: Густав Шмоллер
У своєму есе «Про об'єктивність» 1904 року Макс Вебер виступив проти наукового обґрунтування максими зрівнялівки: «Середня лінія ні на волосину не ближча до наукової істини, ніж найекстремальніші партійні ідеали правих чи лівих» . Це, як і вимога вільної від цінностей науки в цілому, представляло фактичну атаку на позицію кафедрального соціалізму, ставлячи «вимогу зрівняння класів логічно на один рівень з позиціями класових і партійних інтересів»..Перегляд, якому Шмоллер піддав свої погляди на вільну від цінностей науку 1893 року в 1911 році, очевидно, можна простежити до цього.. У доповненнях до своєї статті 1893 року він писав, що етика повинна була б бути
«все більше і більше до науки про досвід», існують “об'єктивні оціночні судження поряд із суб'єктивними”. «Той, хто вірить у зростаючу перемогу об'єктивних суджень над однобічними, моральними і політичними ідеалами в науці і в житті, не буде думати так презирливо, як він [тобто Макс Вебер], про їх входження в науку». «[...] ми зможемо стверджувати, що чим вищою є моральна та інтелектуальна освіта народу в цілому, тим швидше стане можливим зближення партій і класів, хоч би як сильно їх не розділяла щоденна боротьба"
Як об'єктивне благо, що продовжує розвиватися в історичному процесі, тут знову з'являється загальне благо, яке раніше також виправдовувало для Шмоллера вимогу партійного і класового вирівнювання. Таким чином, встановлення моральних норм, по суті, більше не є завданням науки, оскільки Шмоллер вже встановив те, що в кінцевому підсумку має стати доктриною. У кращому випадку, припускаючи об'єктивне благо, наука може прийти до індивідуальних практичних вимог, які покликані служити реалізації цього припущення - але ця процедура вже була прокоментована під ключовим словом «обфускація». - У своєму есе про свободу цінностей Макс Вебер різко критикував точку зору Шмоллера: ні в якому разі не слід «втішатися науковою самоочевидністю [...], створеною конвенцією певних практичних позицій, хоч би якими поширеними вони не були».

## Наслідки
У 1959 році Крістіан фон Фербер писав: «На противагу покірному враженню Макса Вебера, [...] переважає думка, яку висувають навіть відомі представники «оціночної» економіки, що точка зору, розроблена Максом Вебером, виявилася сильнішою в його аргументації».. Чи означає це твердження Фербера, що інтелектуальна претензія Макса Вебера дійсно поважається в сучасній економіці, ще належить з'ясувати. Однак тези, викладені у двох фундаментальних есе Макса Вебера, є постійною темою в дискусіях про методи в економіці та соціальних науках; той факт, що вони є частиною фундаменту сучасної соціальної науки, сьогодні є загальновизнаним консенсусом.

## Зовнішні посилання
- Jürgen Habermas: Zur Logik der Sozialwissenschaften, in: Philosophische Rundschau, Beiheft 5/1967
- Stefan Rebenich: Römische Wertbegriffe: Wissenschaftsgeschichtliche Anmerkungen aus althistorischer Sicht, in: Haltenhoff; A. Heil; F.-H. Mutschier (Hrsg.): Römische Werte als Gegenstand der Altertumswissenschaft, Leipzig 2005, 23–46
- Gerhard Wagner: Wertfreiheit. Eine Studie zu Max Webers kulturwissenschaftlichem Formalismus, in: Zeitschrift für Soziologie 18 (1989), 4–15